# Waardebeleggen
Waardebeleggen is de beleggingsmethode van professoren Benjamin Graham en David Dodd van de Columbia Business School. Het wordt ook wel aangeduid met de Engelse term 'Value investing'. Essentie van deze methode is dat een belegger op zoek gaat naar waarde in een aandeel. Beleggingen met deze methode worden gedaan in ondergewaardeerde maar hoogrenderende bedrijven. De methode gaat uit van een scheiding in waarde en prijs. De waarde is bepalend voor de kwaliteit van de belegging: Prijs (koers) heeft hierbij slechts een dienende functie. Een aandeel onder deze methode wordt voornamelijk gewaardeerd op grond van boekwaarde, rentabiliteit en liquiditeit. De belegger gaat als investeerder aan de slag en beseft dat hij voor een (klein) deel eigenaar wordt van een bedrijf.
De beste beleggingen voor een waardebelegger zijn die in ondergewaardeerde aandelen: Aandelen waarbij de koers substantieel onder de intrinsieke waarde ligt. De prijs kan op het moment lager liggen omdat de markt te pessimistisch is of omdat een bedrijf simpelweg geen aandacht heeft van beleggers. Graham ziet dit als de perfecte belegging omdat de belegger meer 'krijgt' dan hij ervoor betaalt. Ook al daalt de koers daarna verder, hij blijft waarde in handen houden. Een waardebelegger laat zich dan ook niet leiden door de prijsontwikkeling maar door de waardeontwikkeling van een aandeel. Pat Dorsey analyseerde dat deze waardeontwikkeling, samen met het dividend, zorgt voor de winsten op lange termijn, niet zodanig het sentiment van de belegger die een hogere prijs wil betalen voor dezelfde resultaten.  Op de lange termijn volgt de prijs altijd de waarde van het aandeel. De waardebelegger verkoopt wanneer hij vaststelt dat een aandeel overgewaardeerd is: het punt dat de prijs niet meer reëel is in relatie tot voorzienbare waardeontwikkeling, hetgeen vooral ontstaat in een enthousiaste bullmarket.
De kern van de beleggingsfilosofie wordt gevormd door drie boeken: Security Analysis (1934), The Interpretation of Financial Statements (1939) en The Intelligent Investor (1949). Deze boeken lijken met hun meer dan 70 jaar historie gedateerd, maar de methode is nog altijd volledig toepasbaar en buitengewoon renderend.

## Waardebeleggen versus andere beleggingsfilosofieën
Waardebeleggen zet zich fel af tegen speculeren, een stroming die zijn beleggingen primair baseert op de prijs. Bij speculeren maakt men vaak gebruik van technische analyse om prijsontwikkeling (en dus winst) in de toekomst te kunnen bepalen. De prijs is echter nooit zeker, waarde daarentegen wel. Waardebeleggers beweren dat hun beleggingsmethode voor de beste rendementen zorgt. Voor deze stelling levert Graham veel onderzoeksresultaten uit meer dan 70 jaar geschiedenis in zijn boek 'The Intelligent Investor'. De grondlegger zelf stelt echter dat dit niet het streven is van de beleggingsfilosofie. De waardebelegger richt zich altijd op behoud van zijn kapitaal en een degelijk rendement. Beleggers en vermogensbeheerders lijden veelal verlies omdat zij zichzelf vergeten te vragen hoeveel een aandeel eigenlijk waard is. Zij spotten een economische trend en willen hiervan profiteren door in relevante bedrijven te beleggen. Bedrijven kunnen echter niet altijd de vertaalslag maken van een stijgende sectorale trend naar stijgende winsten. Te veel vreemd vermogen en te hoge kosten zijn veelal de boosdoener. De waardebelegger heeft hier geen last van omdat hij juist eerst onderzoek doet naar deze gegevens.
Net zoals bij iedere strategie wordt het lastiger een hoger rendement te halen naarmate het beheerd kapitaal groter wordt. In de kleinere markten liggen meestal de beste kansen. Grote bedragen brengen echter een hoog volume met zich mee en dat kan kleine markten ontwrichten. Warren Buffet stond als waardebelegger tijdens de groei van zijn Berkshire Hathaway voor dit probleem. Zijn zakenpartner Charlie Munger kwam met de oplossing voortaan op zoek te gaan naar geweldige bedrijven tegen een redelijke prijs (de grote bedrijven), in plaats van redelijke bedrijven tegen een geweldige prijs (de kleine bedrijven). Buffett wordt dan ook gezien als een combinatie van een waarde- en groeibelegger.

## Voorbeeld: net-nets
Net-nets zijn bedrijven met een beurswaarde onder het verschil van de boekwaarde van de liquide middelen minus de boekwaarde van alle verplichtingen. Door te beleggen in bedrijven met een beurswaarde van maximaal 3/4 van dit verschil kan op den duur een rendement van boven de 20% behaald worden. Benjamin Graham was de eerste met deze beleggingsstrategie en beschreef deze strategie in zijn boek Security Analysis. Hij haalde inderdaad een rendement van 20%. Verschillende onderzoekers hebben echter veel hogere langjarige rendementen gevonden. Deze strategie wordt nog altijd toegepast. Er zijn tegenwoordig op aandelenmarkten zo weinig van deze net-nets dat deze strategie eigenlijk alleen door particuliere beleggers die wereldwijd beleggen is toe te passen.

## Voorbeeld: Magic Formula
Een simpel voorbeeld van hoe waardebeleggers redeneren is de Magic Formula van Joel Greenblatt. In zijn boek The Little Book That Beats The Market omschrijft hij een heel simpele manier van waardebeleggen: investeer in goede bedrijven die niet duur zijn. Daartoe gebruikt hij slechts twee formules: de Earnings Yield (EBIT/bedrijfswaarde) en de Return on Capital (EBIT/(netto vaste activa + werkkapitaal). De eerste toont aan of het bedrijf goedkoop is. De winst voor belastingen en intresten wordt hier afgewogen tegen de totale marktkapitalisatie plus alle schulden min de cash die in het bedrijf zit. De redenering hierbij is dat je op die manier kijkt hoe een bedrijf gefinancierd wordt ten opzichte van de klassieke koers-winstverhouding. De tweede formule dient om te bepalen of een bedrijf efficiënt werkt. De netto bedrijfsmiddelen (dus zonder de cash) genereren inkomsten. Greenblatt redeneert dat bedrijven die met een beperkte inbreng van kapitaal een zo groot mogelijke winst genereren interessanter zijn dan bedrijven die deze winst pas kunnen bereiken met meerdere middelen. Bedrijven die op beide goed scoren, zijn volgens deze insteek prima aandelen. Greenblatt beweert in zijn boek dat dit een jaarlijkse return van 30,8% genereert. Andere backtesters komen echter met slechtere resultaten.
De onafhankelijke wetenschapper Robert Andrew Martin publiceerde in juni 2020 een backtest-analyse van de magische investeringsformule van Greenblatt voor de Amerikaanse markt. Hij ontdekte dat de toepassing van de formule van Greenblatt op Amerikaanse aandelen van 2003 tot 2015 op jaarbasis gemiddeld 11,4% opleverde. Dit overtrof met een aanzienlijke marge het geannualiseerde rendement van 8,7% van de S&P 500. Martin ontdekte echter ook dat de formule van Greenblatt tijdens de periode 2007-2011 iets onder de S&P 500 presteerde en zelfs een tijdlang negatief was, en over de hele periode 2003-2015 volatieler was dan de S&P 500. dat de outperformance van bijna 3% "verrassend" was, maar niet zo groot als de 30% rendementen die Greenblatts boek beweerde (al dacht dat hun respectieve analyses verschillende jaren gebruikten). Martin merkte ook op dat de strategie "aanzienlijk psychologisch risico" inhield in verband met ondermaatse prestaties tijdens de nasleep van de financiële crisis van 2007-2008.

## Bekende waardebeleggers
- Warren Buffett
- Benjamin Graham
- Joel Greenblatt
- Seth Klarman
- Francisco García Paramés
- Rolf Stout